# Red Bull RB4
A Red Bull RB4 egy Formula–1-es versenyautó, melyet a Red Bull Racing versenyeztetett a 2008-as Formula–1 világbajnokság során. Pilótái Mark Webber és az idény végén a sportágtól búcsúzó David Coulthard voltak.

## Áttekintés
Az RB4-es volt a második autó, amelyet Adrian Newey tervezett a csapatnak, Geoff Willis segítségével, akit a Hondától igazoltak le. Ebben az idényben szintén másodszor használták a Renault motorjait. Először 2008. január 16-án mutatták be.
Az új szabályoknak megfelelően valamennyi csapatnak a McLaren által gyártott elektronikai vezérlőegységet (ECU) kellett beépítenie az autójába, hogy így gátolják meg a szabálytalan trükközéseket, mint a kipörgésgátló vagy a motorfék. Egy érdekes újítás volt a "cápauszony" motorborítás, amelyet az első teszteken próbáltak ki.
A csapat bizakodóan kezdte az évet, céljuk a lassú, de kitartó fejlődés volt. Ez el is sikerült érniük, rendszeres pontszerzők voltak, sőt Coulthard Kanadában még dobogóra is állhatott. Coulthard mindazonáltal egész évben csak kétszer szerzett pontot, így Webber gyűjtötte a csapat egységeinek többségét. Mivel azonban a testvércsapat Toro Rosso még győzelmet is szerzett abban az évben, ezért a konstruktőrök között megelőzték őket.
A brazil nagydíjon, különleges engedéllyel, az utolsó futamán Coulthard egyedi festéssel indulhatott, mellyel a gerincsérülés miatt lebénult embereket támogató szervezetet, a "Wings for Life"-ot népszerűsítette.

## Eredmények
(Táblázat értelmezése)

(Félkövér: pole-pozícióból indult; dőlt: leggyorsabb kört futott) 

| Év   | Csapat   | Motor      | Gumik | Pilóták         | 1   | 2   | 3   | 4   | 5   | 6   | 7   | 8   | 9   | 10  | 11  | 12  | 13  | 14  | 15  | 16  | 17  | 18  | Pontok | Helyezés |
| ---- | -------- | ---------- | ----- | --------------- | --- | --- | --- | --- | --- | --- | --- | --- | --- | --- | --- | --- | --- | --- | --- | --- | --- | --- | ------ | -------- |
| 2008 | Red Bull | Renault V8 | B     |                 | AUS | MAL | BHR | ESP | TUR | MON | CAN | FRA | GBR | GER | HUN | EUR | BEL | ITA | SIN | JPN | CHN | BRA | 29     | 7.       |
| 2008 | Red Bull | Renault V8 | B     | David Coulthard | KI  | 9   | 18  | 12  | 9   | KI  | 3   | 9   | KI  | 13  | 11  | 17  | 11  | 16  | 7   | KI  | 10  | KI  | 29     | 7.       |
| 2008 | Red Bull | Renault V8 | B     | Mark Webber     | KI  | 7   | 7   | 5   | 7   | 4   | 12  | 6   | 10  | KI  | 9   | 12  | 8   | 8   | KI  | 8   | 14  | 9   | 29     | 7.       |

## Külső hivatkozások
1. ↑  Motorsport.com: Max Verstappen, Formule 1, MotoGP, MXGP, Le Mans, DTM en meer (holland nyelven). nl.motorsport.com, 2024. július 2. (Hozzáférés: 2024. július 2.)
2. ↑  DC to run charity livery at finale - F1 | ITV Sport. web.archive.org, 2008. november 3. [2008. november 3-i dátummal az eredetiből archiválva]. (Hozzáférés: 2024. július 2.)